# 托拜厄斯·惠爾
托拜厄斯·惠爾（英語：Tobias Whale），是一名於DC漫画登場的虛構超級反派。托拜厄斯·惠爾是白化非裔美國人，亦是黑閃電的頭號敵人。該角於《黑閃電》#1（1977年4月）中首次登場，由托尼·伊莎貝拉與崔佛·馮·艾登所創作。

## 人物
托拜厄斯·惠爾是名白化非裔美國人，同時也是犯罪組織「100」的領導者。某日，由於他販賣的毒品使得一名學生遭到為此而死，讓一位名為傑弗森·皮爾斯的學校老師向惠爾展開報復，並成為了超級英雄黑閃電。惠爾在和他發生衝突後遭對方擊敗，並被送入監獄。出獄後，他便開始策畫新的陰謀。
托拜厄斯·惠爾因自身重達400磅的龐大身軀而常被稱作「大白鯨」。

## 其他媒體

### 電視劇
- 在2013年開播的電視動畫《當心蝙蝠俠（英语：Beware the Batman）》中，托拜厄斯一角由邁克爾-利昂·伍萊（英语：Michael-Leon Wooley）配音。
- 在2018年起開播的真人電視劇《黑閃電》中，托拜厄斯一角由克朗頓（英语：Krondon）飾演[3]。

### 電影
- 在2018年動畫電影《自杀小队：严厉惩罚（英语：Suicide Squad: Hell to Pay）》中，托拜厄斯一角由戴夫·芬諾伊（英语：Dave Fennoy）配音。

## 外部連結
- 托拜厄斯·惠爾 （页面存档备份，存于）